# Rukomet na OI 2016.
Rukomet na Olimpijskim igrama je prvi puta uključen u program na Igrama u Berlinu 1936. godine, i to samo za muškarce. Međutim, nakon tih Igara isključen je iz programa, da bi ponovno bio vraćen tek na Igrama u Münchenu 1972. godine, i od tada je standardno u programu svih izdanja ljetnih Olimpijskih igara. Natjecanja za žene su uključena na Igrama u Montrealu 1976. godine.

## Muškarci

### Kvalifikacije
| Muški rukomet                                 | Nadnevak                        | Domaćin   | Broj mjesta | Izborili sudjelovanje |
| --------------------------------------------- | ------------------------------- | --------- | ----------- | --------------------- |
| Domaćin                                       | -                               | -         | 1           | Brazil                |
| Svjetsko prvenstvo u rukometu – Katar 2015.   | 15. siječnja - 1. veljače 2015. | Katar     | 1           | Francuska             |
| Europsko prvenstvo u rukometu – Poljska 2016. | 17. – 31. siječnja 2016.        | Poljska   | 1           | Njemačka              |
| Azijski kvalifikacijski turnir                | 9. – 20. studenog 2015.         | Katar     | 1           | Katar                 |
| Afrički nacionalni kup                        | siječanj 2016.                  | Egipat    | 1           | Egipat                |
| Panameričke igre 2015.                        | 16. – 25. srpnja 2015.          | Kanada    | 1           | Argentina             |
| Olimpijski kvalifikacijski turnir 1           | 7. – 10. travnja 2016.          | - Poljska | \|2         | Poljska Tunis         |
| Olimpijski kvalifikacijski turnir 2           | 7. – 10. travnja 2016.          | - Švedska | 2           | Slovenija Švedska     |
| Olimpijski kvalifikacijski turnir 3           | 7. – 10. travnja 2016.          | - Danska  | 2           | Danska Hrvatska       |
| UKUPNO                                        |                                 |           | 12          |                       |

## Žene
| Ženski rukomet                                       | Nadnevak                  | Domaćin             | Broj mjesta | Izborili sudjelovanje |
| ---------------------------------------------------- | ------------------------- | ------------------- | ----------- | --------------------- |
| Domaćin                                              | -                         | -                   | 1           | Brazil                |
| Svjetsko prvenstvo u rukometu za žene – Danska 2015. | 5. – 20. prosinca 2015.   | Danska              | 1           | Španjolska            |
| Europsko prvenstvo u rukometu za žene 2014.          | 7. – 21. prosinca 2014.   | Mađarska / Hrvatska | 1           | Norveška              |
| Azijski kvalifikacijski turnir                       | 19. – 28. listopada 2015. | Japan               | 1           | Južna Koreja          |
| Afrički nacionalni kup                               | 19. – 21. ožujka 2015.    | Angola              | 1           | Angola                |
| Panameričke igre 2015.                               | 15. – 24. srpnja 2015.    | Kanada              | 1           | Argentina             |
| Olimpijski kvalifikacijski turnir 1                  | 17. – 20. ožujka 2016.    | Metz, Francuska     | 2           | Nizozemska, Francuska |
| Olimpijski kvalifikacijski turnir 2                  | 17. – 20. ožujka 2016.    | Aarhus, Danska      | 2           | Rumunjska, Crna Gora  |
| Olimpijski kvalifikacijski turnir 3                  | 17. – 20. ožujka 2016.    | Astrahan, Rusija    | 2           | Rusija, Švedska       |
| UKUPNO                                               |                           |                     | 12          |                       |